# Octavianus Augustus
Octavianus Augustus (în latină Imperator Caesar Divi filius Augustus; n. 23 septembrie 63 î.Hr., Roma, Republica Romană – d. 19 august 14 d.Hr., Nola, Campania, Italia), cunoscut anterior drept Octavius, a fost primul împărat roman. Deși a păstrat instituțiile Republicii Romane, a condus ca un împărat pentru mai mult de 40 de ani. A încheiat un secol de războaie civile și a adus o eră de pace, prosperitate și măreție imperială. Este cunoscut de istorici cu titlul de Augustus, pe care l-a luat în anul 27 î.Hr.

## Titulatura
De-a lungul vieții sale a fost cunoscut cu mai multe nume.
La naștere a fost numit Gaius Octavius, după tatăl său biologic, Gaius Octavius, la care a fost adăugat când era copil numele Thurinus în cinstea victoriei de la Thurii împotriva sclavilor fugari la care tatăl său a participat.
După adoptarea sa postumă de către Iulius Cezar (44 î.Hr.), el a luat numele acestuia și a devenit Gaius Iulius Caesar Octavius în conformitate cu standardele romane în cazul adopției. Deși el a renunțat repede la Octavius din numele său și contemporanii săi se refereau la el numindu-l în această perioadă Cezar, unii istorici fac referire la el între 44 î.Hr. și 27 î.Hr. numindu-l Octavianus.
În 42 î.Hr., în vederea consolidării relațiilor sale politice cu foștii soldați ai lui Iulius Cezar, după zeificarea acestuia, și-a adăugat la numele său titulatura Divi filius (fiu divin), devenind Gaius Iulius Cezar Divi Filius.
În 38 î.Hr., și-a înlocuit prenumele Gaius și numele Iulius cu Imperator.
Octavianus își întărea reputația în vest, Marcus Antonius își menținea relația cu Cleopatra, regina Egiptului, afișând un stil de viață specifică unui rege elenistic și a divorțat de sora lui Octavianus. Cum regii orientali nu erau bine văzuți la Roma, Octavian a profitat de situație. 
Antonius a reorganizat provinciile estice, dar prestigiul său a avut de suferit de pe urma campaniei eșuate împotriva parților. În iulie 32 î.Hr., Octavianus a obținut pe cale ilegală testamentul lui Antonius și l-a citit în public. Se aflase că Antonius a lăsat moșteniri consistente copiilor pe care îi avea cu Cleopatra.
Senatul nu a putut tolera un astfel de testament și a declarat război. Bătălia decisivă a avut loc la Actium, pe coasta de vest a Greciei, pe 2 septembrie 31 î.Hr. Actium era un promontoriu pe coasta vestică a Greciei, la gura vastului golf Ambracia. Antonius și-a stabilit tabăra pe partea sudică a intrării, în vreme ce Octavianus s-a instalat pe promontoriul nordic, la 8 km de gura golfului. Trupele de uscat erau egale numeric dar, pe mare, Octavianus deținea avantajul unei flote mari, călită în luptă, condusă de Marcus Agrippa. Blocada lui Agrippa a slăbit poziția lui Antonius, care a decis să încerce să fugă pe mare. Escadra Cleopatrei a spart linia navelor inamice și Antonius a urmat-o cu câteva corăbii. Flota lui Antonius a fost însă încercuită, majoritatea flotei, împreună cu o numeroasă armată de uscat, predându-se lui Octavianus. 
Antoniu și Cleopatra s-au întors în Egipt, iar în anul 30 î.Hr., Octavianus a reluat ofensiva. Alexandria a fost cucerită, iar Antoniu și cu Cleopatra s-au sinucis. Tezaurul Ptolemeilor a căzut în mâinile lui Octavianus, iar Egiptul a fost transformat într-o provincie romană.
În urma victoriei de la Actium, Octavianus a devenit stăpânul necontestat al lumii romane.

## Principatul

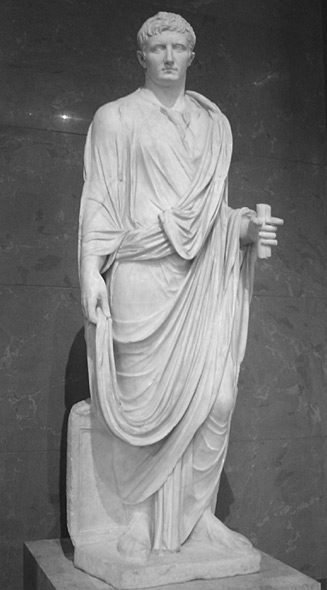
Augustus magistrat

A înfruntat însă disputa statutului său constituțional. Neavând de gând să renunțe la putere, dar învățând de pe urma asasinării lui Caesar, a ajuns la un compromis cu Senatul. Nu putea guverna de unul singur, având nevoie de oameni experimentați în administrație. 

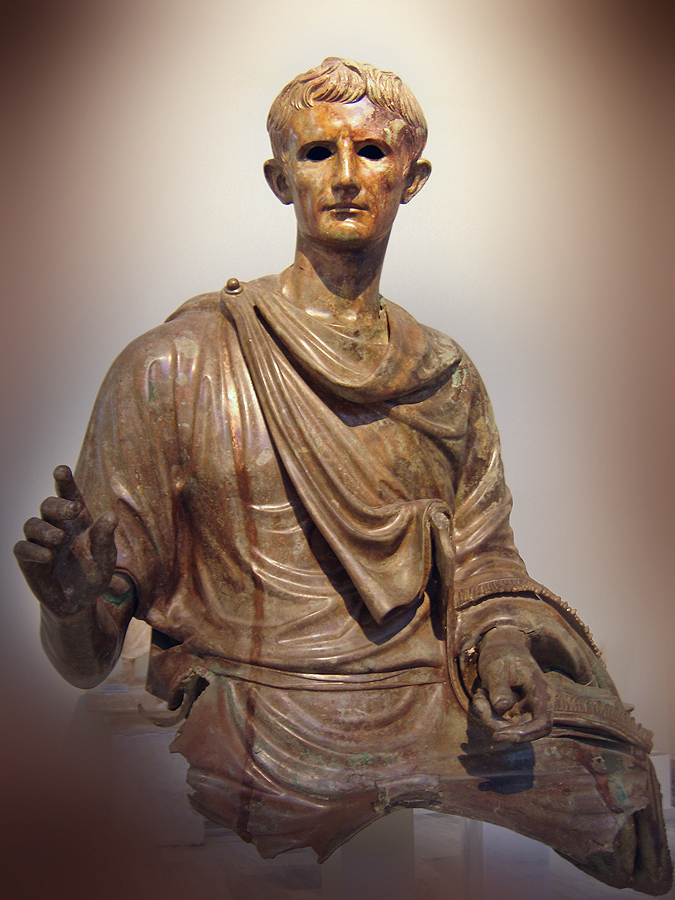
Statuie ecvestră a lui Augustus

Nu a fost un mare lider militar, dar a avut modestia s-o recunoască. S-a bazat pe Marcus Agrippa, care a comandat flota la Actium. Augustus a mai preluat comanda într-o singură campanie, în războiul cantabric din Spania. Domnia sa e presărată cu victorii notabile, cea mai importantă fiind cucerirea Egiptului, care a ajuns grânarul Romei. Grânele, importate gratuit, erau de o importanță crucială pentru populația imperiului. A repurtat o victorie diplomatică în 20 î.Hr., când a recuperat steagurile legiunilor romane, capturate de parți în timpul dezastruoasei bătălii de la Carrhae din anul 53 î.Hr. S-a preocupat de întărirea frontierelor.
La est, deșertul sirian și fluviul Eufrat formau o graniță naturală. La nord, unde în urma războaielor lui Caesar, se stabilise o graniță naturală de-a lungul Rinului. Augustus a împins frontiera balcanică până la Dunăre, în urma campaniilor de cucerire a triburilor din Alpi și pacificând nordul Balcanilor. L-a așezat pe fiul său vitreg, Drusus, în fruntea legiunilor de la Rin, poruncindu-i să avanseze până la Elba. După moartea lui Drusus, comanda a fost transferată lui Tiberius, continuând până în anul 4, însă când plănuia să cucerească Boemia și Moravia în anul 6, a fost chemat în Balcani ca să înăbușe o revoltă. În anul 9, a avut loc înfrângerea catastrofală din pădurea Teutoburg. Quintilius Varus, comandantul legiunilor de peste Rin, a petrecut vara anului 9 pe malul râului Wser.
Considerând că era liniște în Germania, n-a luat măsuri de precauție când se îndrepta înapoi spre tabăra de iarnă de la Rin. În luna septembrie, a fost atacat prin surprindere de cherusci în pădurea Teutoburgica de lângă Osnabruck, iar cele trei legiuni ale sale au fost anihilate. Tiberius s-a deplasat la frontiera Rinului, ca să împiedice invazia germană a Galiei, dar Augustus era puternic șocat, ținând doliu timp de câteva luni, lăsându-și barba și părul să crească, lovindu-se cu capul de ușă și strigând: "Quintilius Varus, dă-mi legiunile înapoi!".
Cucerirea Germaniei a fost abandonată, iar Augustus a devenit tot mai prudent, lăsându-i lui Tiberius un document scris de propria mâna, în care îl sfătuia să păstreze frontierele din acel moment ale imperiului. 
Strategia generală era să păstreze numărul formațiunilor militare la minimul necesar pentru asigurarea păcii în interiorul imperiului și pentru păzirea granițelor. A redus numărul legiunilor la 28, majoritatea fiind încartiruite la frontierele imperiului. După dezastrul provocat de Varus, opt dintre cele 25 de legiuni rămase au fost mutate de-a lungul Rinului, șapte de-a lungul Dunării și patru în Siria. Controlul legiunilor era esențial pentru Augustus. Lui, în calitatea de imperator, îi jurau soldații credință, nu senatului, nici statului. A introdus durata stagiului militar și solda, a înființat garda pretoriană, nouă cohorte de elită, fiecare a câte 500 de oameni, stabilindu-le în apropierea Romei, ca să-l protejeze pe împărat.

## Ultimii ani
Pe fiii Liviei, Drusus și Tiberius, nu-i considera egali și nici veritabili succesori, deoarece aparțineau liniei claudiene. Și-a căsătorit fiica lui Scribonia, Iulia, cu Marcellus. După moartea lui Marcellus, Iulia a fost dată în căsătorie cu Agrippa în 21 î.e.n., din care s-au născut trei băieți și două fete, iar Augustus și-a concentrat atenția asupra lui Caius și Lucius, fiind adoptați de acesta, iar Agrippa deținea poziția de moștenitor prezumtiv. Dar Agrippa a murit în 12 î.e.n., iar Augustus s-a simțit nevoit să o dea în căsătorie pe Iulia cu Tiberius anul următor. Dar din cauza neînțelegerilor cu Iulia, Tiberius s-a autoexilat pe insula Rhodos. Caius și-a continuat ascensiunea politică, devenind consul în anul 1, plecând în Siria, reafirmând autoritatea romană în Armenia.
Ulterior, Caius și cu Lucius au murit. În anul 4, Augustus l-a adoptat pe Tiberius, odată cu Agrippa Postumus, ultimul său nepot rămas în viață. Tiberius l-a adoptat pe strănepotul lui Augustus, pe Germanicus. Agrippa Postumus a fost exilat pe insula Planasia. Livia i-ar fi ucis pe ceilalți moștenitori, unul după unul. Augustus s-a retras din viața publică, invocând bătrânețea pentru a lipsi de la banchete și de la ședințele senatului. A părăsit Roma în anul 14, cu intenția de a călători cu Tiberius spre Capri, și de acolo spre Beneventum, de unde Tiberius avea să conducă singur Panonia. Augustus s-a îmbolnăvit de diaree pe drum. A stat pe Capri patru zile. A murit în drumul de întoarcere spre Roma, la Nola, pe 19 august anul 14, cu o lună înainte să împlinească 76 de ani. Pe patul de moarte, glumea în legătură cu teatrul pe care a trebuit să-l joace, cerând o oglindă, ca să fie pieptănat și bărbierit, și și-a rugat prietenii să-l aplaude pentru a arăta că și-a interpretat bine rolul. Se lăuda că el a găsit Roma un oraș din cărămidă și a lăsat-o ca un oraș din marmură. Corpul său a fost transportat la Roma, pe Câmpul lui Marte, unde a avut parte de funeralii grandioase. Cenușa a fost depusă în Mausoleul din apropiere. Pe doi stâlpi de bronz de la intrarea mausoleului a fost inscripționată o relatare a realizărilor lui Augustus.

## Galerie

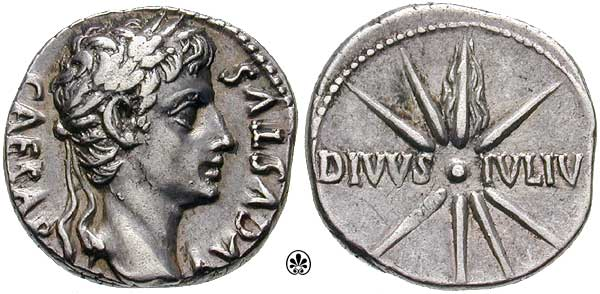
Monedă ce atestă divinitatea lui Cezar
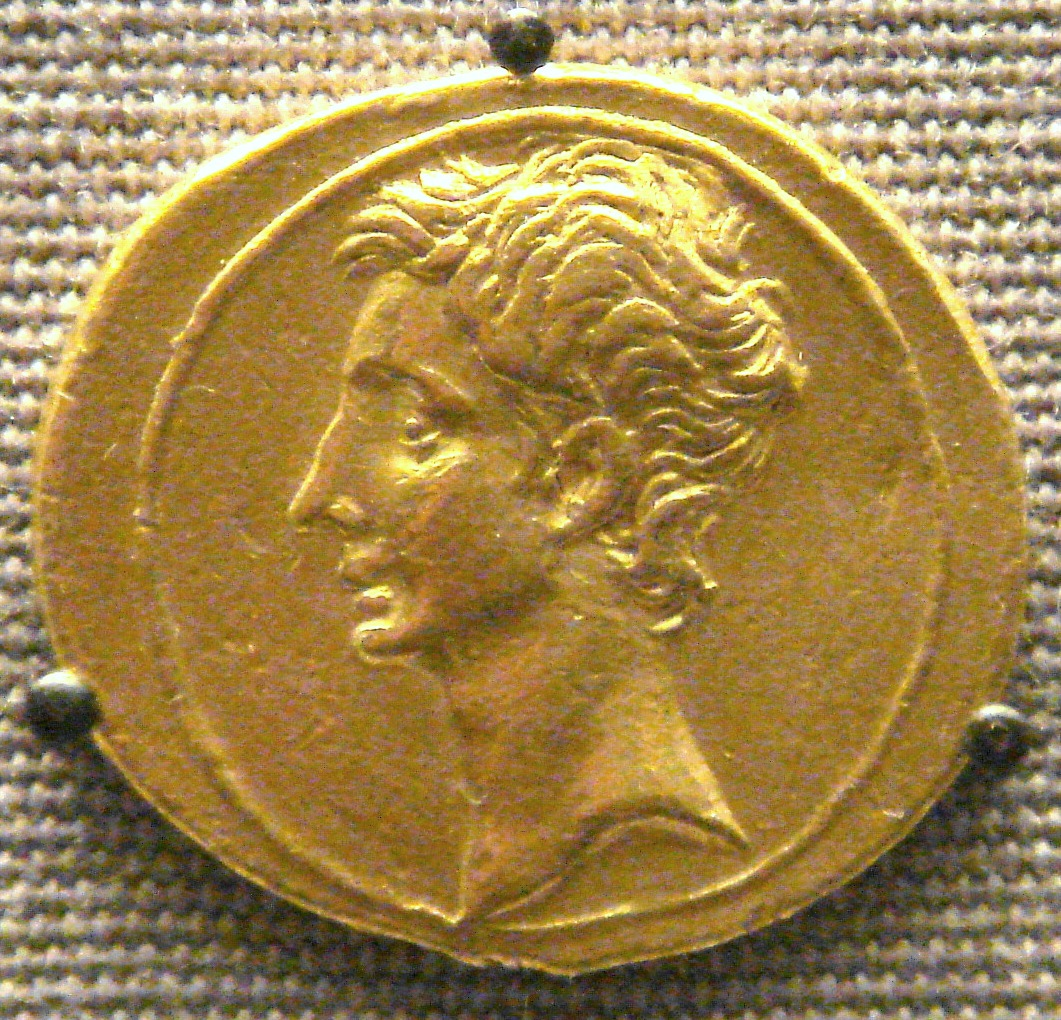
Aureus emis sub Augustus
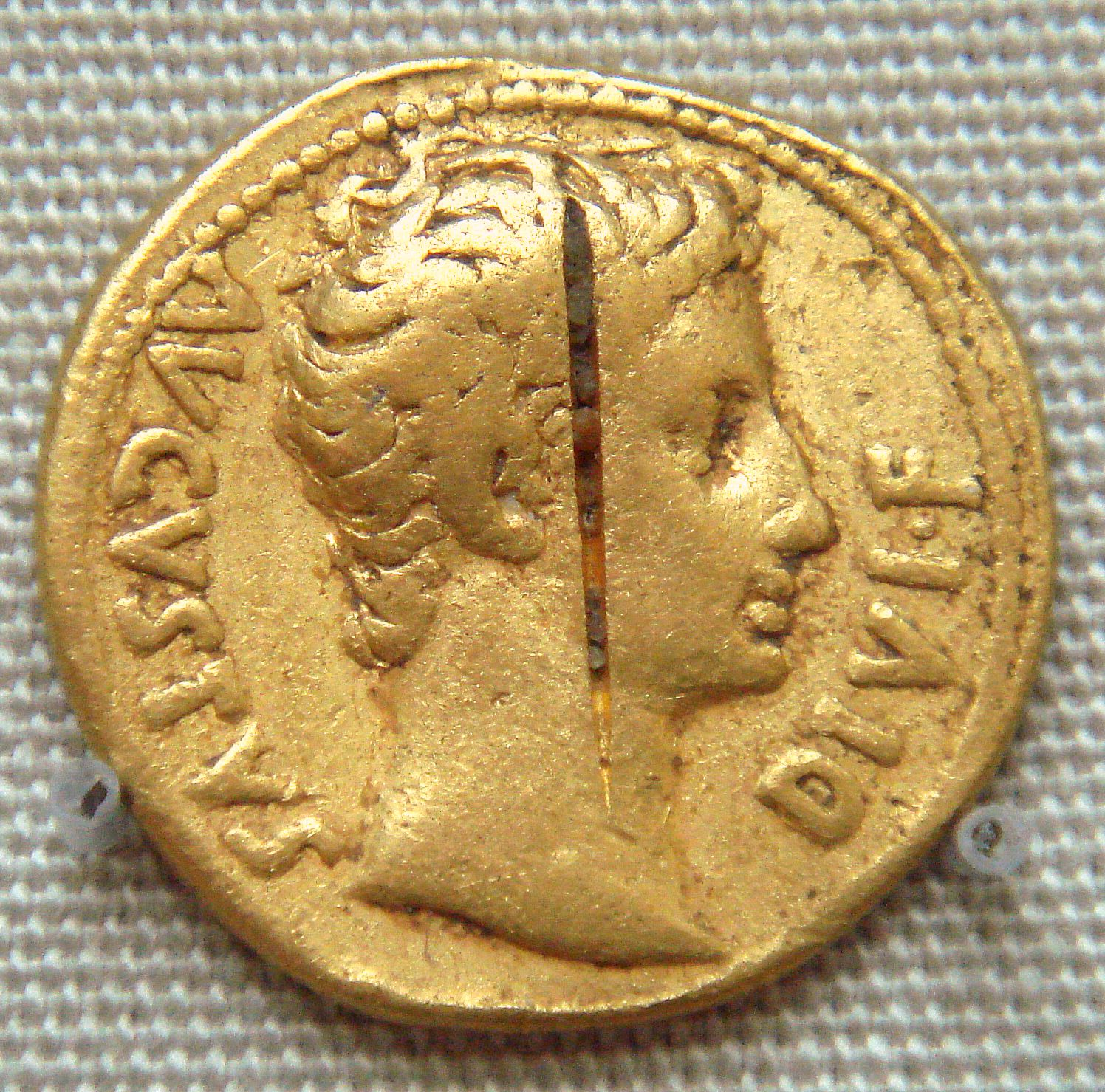
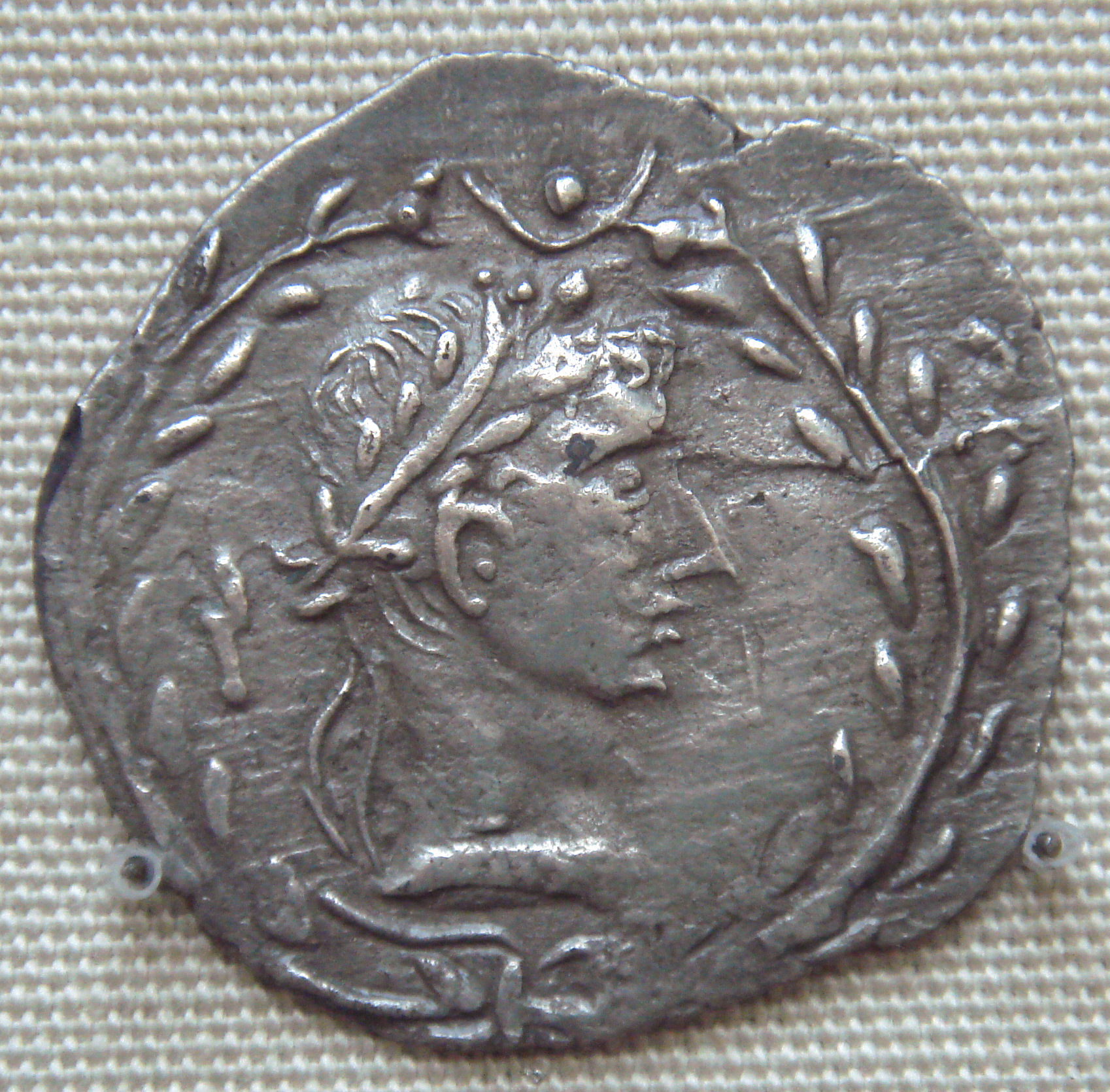
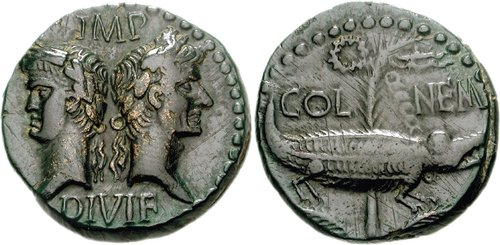
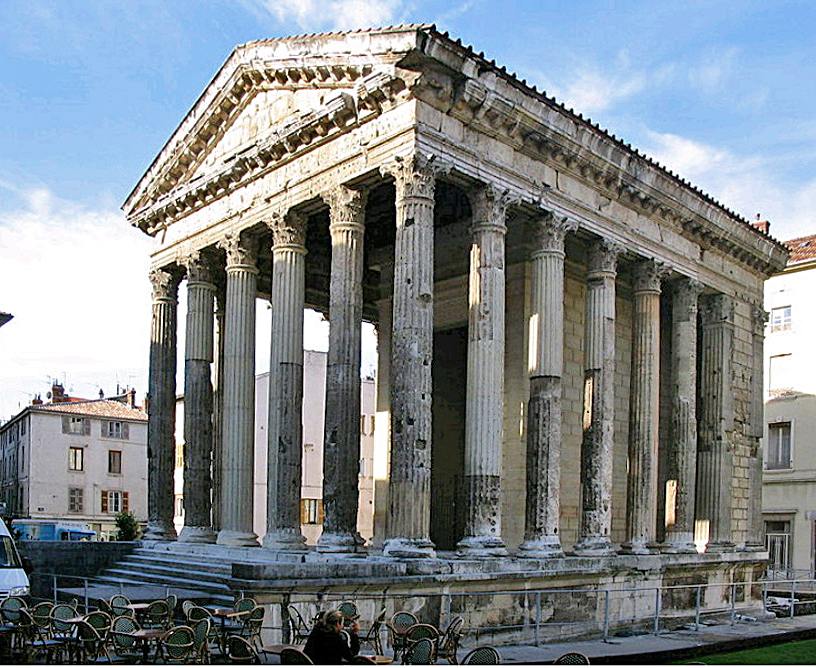
Templul lui Augustus și al Liviei din Vienne (Franța)
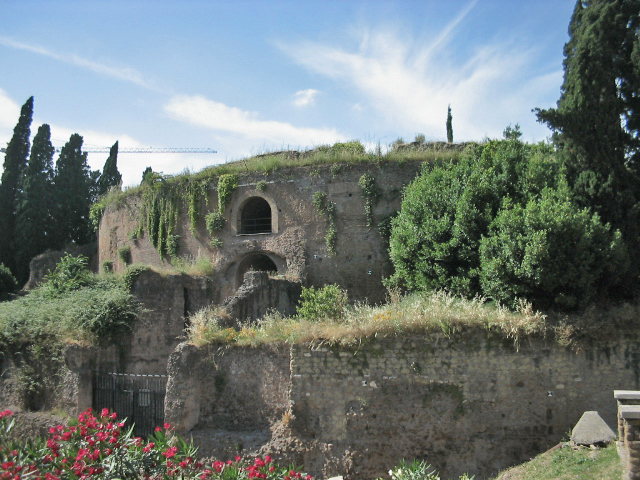
Mausoleul lui Augustus din Roma
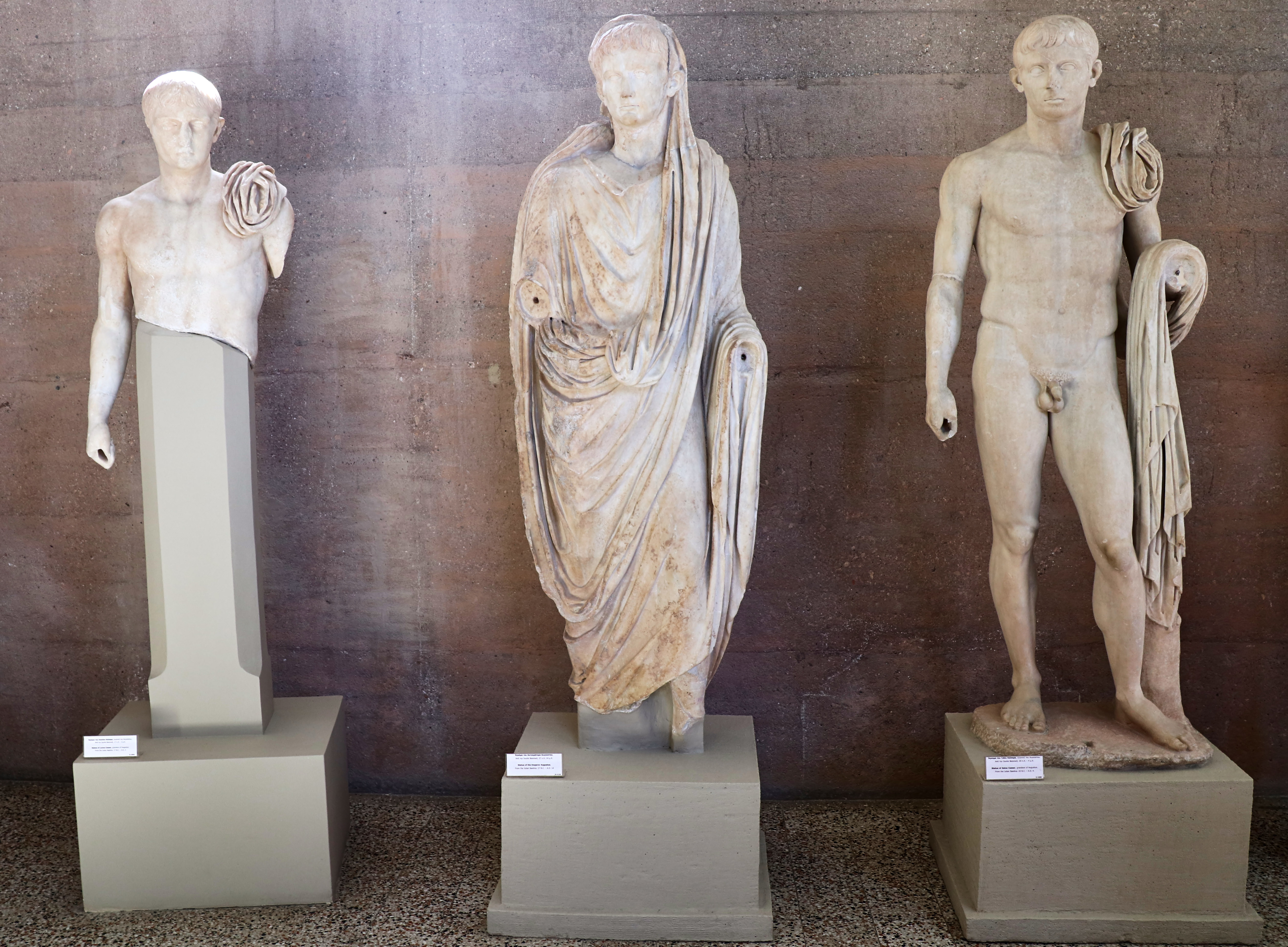
Grup statuar format din Augustus și nepoții săi, Gaius Caesar și Lucius Caesar. De notat că nepoții au același cap ca și bunicul